# 0 1 0
0_1_0 – polski film w reżyserii Piotra Łazarkiewicza. Miał premierę w listopadzie 2008 roku. Zdjęcia powstały w sierpniu 2007 (w ciągu 10 dni). Kręcono je w Gdyni.

## Fabuła
Akcja filmu rozgrywa się w ciągu jednego dnia w jednym z nadmorskich miast. Na fabułę składa się siedem pozornie tylko niezależnych od siebie opowieści – każda o młodych ludziach z różnych środowisk, o różnym statusie społecznym i wykształceniu. Są to historie zwykłych, a jednocześnie w jakiś sposób niezwykłych ludzi – każdy z nich ma swój sekret. Często bezwiednie mijają się na ulicy, na molo czy na plaży. Nie wszyscy też są dla siebie obcy. Postać strażnika przystani, patrolującego razem z psem rozległy teren, zespala wszystkie te odsłony. Spiker lokalnej stacji radiowej, który informuje o pogodzie, pełni również istotną funkcję, prowadząc częste rozmowy ze słuchaczami.

## Obsada
- Marcin Kęszycki jako strażnik
- Maria Peszek jako Ilona
- Maria Seweryn jako Kasia
- Magdalena Popławska jako Maria
- Marta Chodorowska jako Marta
- Anna Maria Buczek jako Anna
- Redbad Klynstra jako Łuka
- Rafał Maćkowiak jako Filip
- Rafał Mohr jako Jacek
- Wiesław Komasa jako spiker
- Piotr Ligienza jako Tomek
- Tomasz Tyndyk jako Sebastian
- Dariusz Toczek jako Piotr
- Julia Kijowska jako Julia
- Wojciech Brzeziński jako Maciek
- Małgorzata Buczkowska jako Lena
- Malina Prześluga jako Weronika
- Grzegorz Wolf jako złomiarz
- Dariusz Siastacz jako złomiarz
- Jacek Bunsch jako kioskarz
- Lena Jaworska jako córka Kasi
- Piotr Michalski jako diler

## Ekipa
- Reżyseria: Piotr Łazarkiewicz
- Reżyseria (II ekipa): Mateusz Dymek
- II reżyser: Anna Werner
- Asystent reżysera: Kaja d’Erceville
- Scenariusz: Krzysztof Bizio, Piotr Łazarkiewicz
- Zdjęcia: Wojciech Todorow
- Operator kamery: Piotr Modzelewski, Tomasz Wójcik
- Zdjęcia lotnicze: Robert Werenc (z paralotni)
- Oświetlenie: Ryszard Kozak (mistrz), Mariusz Pieńkos, Paweł Borowski
- Korekta barwna: Krzysztof Ptak, Małgorzata Ptak
- Scenografia: Katarzyna Sobańska
- Scenograf II: Zbigniew Dalecki
- Rekwizyty: Dorota Wiśniewska
- Kostiumy: Dorota Roqueplo
- Garderoba: Beata Mazurczyk
- Muzyka: Antoni Łazarkiewicz
- Reżyseria nagrań: Jarosław Regulski
- Dźwięk: Jacek Hamela, Leszek Freund
- Montaż: Daniel Sokołowski
- Charakteryzacja: Ewa Kowalewska
- Make-up bus: Krzysztof Łojan
- Efekty specjalne: Etiop FX Production
- Efekty komputerowe: Paweł Białowąs, Filip Wiśniowski
- Czołówka: Paweł Białowąs
- Opracowanie graficzne: Robert Awizyn
- Transport: Stanisław Kacperski, Marek Łacny
- Kierownictwo produkcji: Sylwester Banaszkiewicz
- Kierownictwo planu: Tomasz Rekowski
- Sekretariat planu: Izabela Saar
- Producent wykonawczy: Sylwester Banaszkiewicz
- Producent: Paweł Rakowski
- Koproducent: Sylwester Banaszkiewicz, Marcin Kurek, Jarosław Sander
- Produkcja wykonawcza: MediaBrigade
- Produkcja: Skorpion Art